# Летоград
Летоград (чеш. Letohrad [ˈlɛtoɦrat]) — місто на північному сході Чехії, в районі Усті-над-Орлицею Пардубицького краю. До 1950 року носив назву Кішперк (чеськ. Kyšperk), німецька назва — Геєрсберг (нім. Geiersberg).
Села Червена (чеськ. Červená), Кунчіце (чеськ. Kunčice) і Орлиця (чеськ. Orlice) також є частиною Летограда.

## Історія
В письмових джерелах вперше згадується у 1308 році як королівський замок Геєрсберг. Як місто Кішперк відомий з 1513 року. У 1615 році з'явився перший навчальний заклад. В кінці XVII століття в місті італійським архітектором Джованні Мадерною була побудована церква св. Вацлава, а замок був перебудований на бароковий палац. У 1824 році місто горіло: 76 будинків було знищено. У 1874 році залізниця, прокладена через Кішперк, дала поштовх до розвитку промисловості.
У 1869 році в місті проживало 3461 чоловік, у 1900 році — 3683 людини, а в 1950 році його населення становило 4092 людини.

## XX століття і сучасність
Після Другої світової війни місто розвивалося як центр виробництва будівельних матеріалів та електротехнічної промисловості. У місті розташований завод компанії OEZ. Після оксамитової революції 1989 року будівлі історичного центру міста були відреставровані.
Сьогодні Летоград намагається залучити туристів культурними фестивалями, спортивними подіями і своїми історичними пам'ятками.

## Пам'ятки

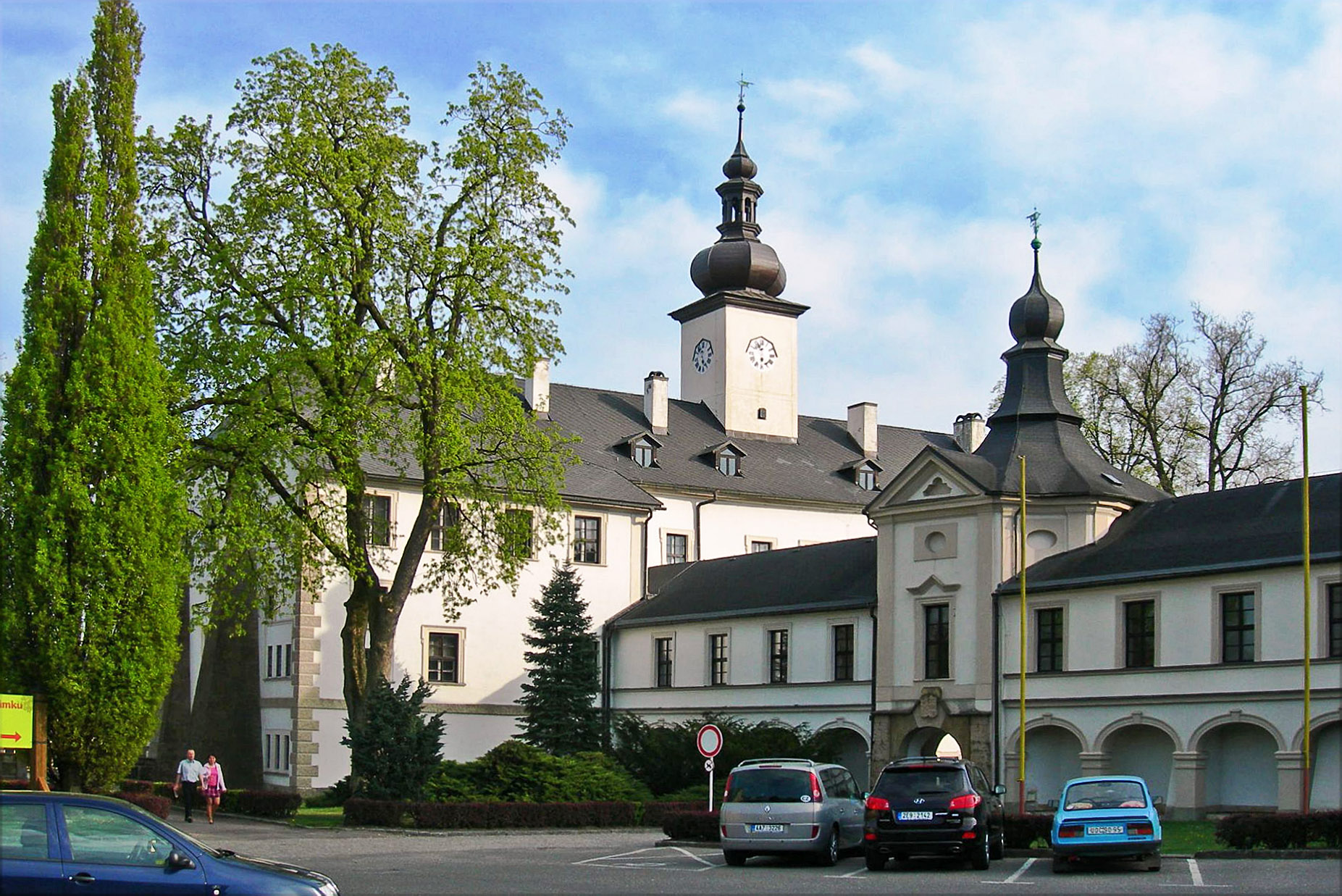
Замок у Летограді

- Замок (1680 — 1685) з прилеглим англійським парком.
- Церква св. Вацлава (1680) в стилі бароко.
- Площа св. Вацлава з меморіальною колоною.
- Музей ремесел, один з найбільших в Центральній Європі.
- Каплиця св. Яна Непомуцького (1734), стоїть на підвищенні, де раніше розташовувався замок Кішперк.